# Poiana (gmina Livezi)
Poiana – wieś w Rumunii, w okręgu Bacău, w gminie Livezi. W 2011 roku liczyła 743 mieszkańców.